# One-shot
Een one-shot is een stripverhaal dat op zichzelf staat en geen deel uitmaakt van een serie, vroeger ook wel auteursstrip genoemd. Het zijn losstaande verhalen waarbij de auteur de hoofdfiguren later niet meer zal gebruiken. De auteur maakt doelbewust een afgerond verhaal waarmee de vertelling meer het karakter van een roman heeft.
Een one-shot wordt soms ook als pilootaflevering gebruikt om af te tasten of er bij de lezers interesse bestaat voor een verdere reeks. Indien het verhaal niet aanslaat of de tekenaar er nadien nooit meer een vervolg op tekende blijft het dan ook bij slechts één album. 
Ook parodie-albums zijn doorgaans one-shots.

## One-shot-stripalbums in de VS
De term is afkomstig uit de Amerikaanse comicwereld. Daar worden dit soort albums meestal met een "#1" aangeduid, ondanks het feit dat er geen volgende nummers zijn, en als specials bestempeld. Af en toe zal een personage of thema in een reeks one-shots verschijnen, in gevallen waar het thema financieel niet lucratief genoeg is om een volwaardige serie uit te bouwen, maar toch populair genoeg is om op regelmatige basis gepubliceerd te worden. Dikwijls jaarlijks of viermaandelijks. Een voorbeeld hiervan is Marvel Comics' Franklin Richards: Son of a Genius. Dit type 'one-shot' mag niet verward worden met een jaarlijks stripalbum, wat meestal een publicatie is die een reeds gevestigde reeks vergezelt.

## One-shot stripalbums in andere landen
In andere landen, zoals België en Frankrijk, wordt de term ook gebruikt om eenmalige albums aan te duiden. In de Japanse manga-industrie wordt hetzelfde concept met de term yomikiri (読み切り), aangeduid, wat indiceert dat het stripverhaal één afgerond verhaal omvat zonder continuering. Dit soort one-shot-manga's vertellen hun hele verhaal in 15 à 60 pagina's, dikwijls geschreven als onderdeel van een wedstrijd. Sommigen worden later tot een volwaardige reeks ontwikkeld, zoals bijvoorbeeld Dragon Ball overkwam.  

## Voorbeelden van one-shot-stripverhalen
- De avonturen van Hergé door Stanislas Barthélémy (kortweg Stanislas), Jean-Luc Fromental en José-Louis Bocquet
- The Amazing Screw-On Head door Mike Mignola
- De Chninkel door Grzegorz Rosiński en Jean Van Hamme
- Comi en Dackske door Merho
- Comix 2000 door diverse auteurs
- De dorpsgek van Schoonvergeten door Didier Comès
- De familie Burnout door Erwin Van Pottelberge
- From Hell door Alan Moore en Eddy Campbell
- Grens (strip) door Rodolphe en Bertrand Marchal
- Gringos locos door Olivier Schwartz en Yann
- De glunderende gluurder, een pornografische parodie op Suske en Wiske
- Het Gouden Masker door Willy Vandersteen
- De hemelboom door Paul Geerts
- In The Shadow Of No Towers door Art Spiegelman
- De Jonge Brigand door Willy Vandersteen
- De keizerkraker, een parodie-album op Suske en Wiske.
- Leo en Lea bij de Lapino's door Hergé
- Marscommando's op aarde door Willy Vandersteen
- Maus door Art Spiegelman
- De avonturen van Neus door Marc Sleen
- Safe Area Goražde door Joe Sacco
- De Staalblauwe Boeddha door Willy Vandersteen
- Paniek in Stripland door Tom Bouden
- Pest In 't Paleis door Jan Bosschaert en Guido van Meir
- Pietje en de lamp door Peyo
- Rampokan door Peter Van Dongen
- Tanjar de Viking door Willy Vandersteen
- De U-straal door Edgar P. Jacobs
- Het ware verhaal van de onbekende soldaat door Jacques Tardi
- De Weerwolf door Willy Vandersteen
- Western door Grzegorz Rosiński en Jean Van Hamme
- De witte hinde door Jeff Broeckx
- Zwartkijken door André Franquin
- Jef Nys publiceerde ook diverse eenmalige biografische stripalbums rond beroemde katholieken of Vlaams-nationalistische iconen, zoals Pieter Bruegel de Oude, Albrecht Rodenbach, Paus Pius X, Bernadette Soubirous, Godelieve van Gistel, Petrus Jozef Triest, Edward Poppe, Pieter-Jan De Smet, Constant Lievens en Paus Johannes XXIII.
- Ook Dick Matena's stripbewerkingen van bekende Vlaamse en Nederlandse literatuurklassiekers zijn eenmalige albums.